# Mattias Flink
Mattias Erik Flink, född 8 mars 1970 i Kristine församling i Falun, är en svensk massmördare. Han dödade sju personer och skadade tre i Falun under natten mot lördagen den 11 juni 1994. Han var vid tillfället alkoholpåverkad. Flink dömdes i februari 1995 till livstids fängelse för morden. I juli 2010 tidsbestämdes straffet till 32 år, vilket överklagades till Göta hovrätt som i december 2010 justerade strafftiden till 36 år. Riksåklagaren överklagade, liksom Flink själv, hovrättsdomen och Högsta domstolen meddelade prövningstillstånd. Den 20 december 2011 beslutade Högsta domstolen att livstidsstraffet skulle tidsbestämmas till 30 år, vilket medförde att Flink kunde friges 2014 enligt principen om 2/3 strafftid. Den 11 juni 2014, på dagen 20 år efter morden, blev han villkorligt frigiven.

## Biografi

### Uppväxt
Flink växte upp i Falun. Hans mor var hemmafru medan hans far, liksom hans farfar, var vapensmed med egen verkstad. Fadern var anställd som chef för vapenverkstaden vid Miloverkstaden i Falun. Flinks föräldrar skildes när han var nio år gammal. Skilsmässan beskrevs som odramatisk. Flink valde att bo kvar med sin far i familjens hus, medan mamman flyttade in i en annan bostad bara hundra meter bort. Flink träffade ofta sin mor. Enligt psykologiska utredningar ska moderns flytt dock ha satt djupa spår hos honom. Flink gick elmekanisk linje på gymnasiet.

### Intressen
Som sjuåring gick Flink med i scoutrörelsen. Senare var han aktiv i FBU, frivillig befälsutbildning. Han hade ett intresse för skytte och innehade flera privata vapenlicenser och ansågs vara en skicklig och säkerhetsmedveten skytt. Han ägnade sig främst åt sportskytte, men även jakt, ett intresse han delade med fadern.

### Militär utbildning
Flink genomförde militär grundutbildning, värnplikt, vid Dalregementet (I 13) i Falun. Han sökte efter värnplikten till officersutbildning och våren 1991 blev Flink antagen till utbildning vid Infanteriets och kavalleriets officershögskola (InfKavOHS) i Umeå. Efter fullgjord praktik vid Dalregementet utexaminerades han som fänrik i slutet av maj 1993 och blev då fast anställd vid Försvarsmakten.

### Labil mental hälsa
Efter att under våren 1994 drabbats av försämrad mental hälsa, som bland annat tagit sig uttryck i aggressivitet och hot om våld, akut svartsjuka och sömnproblem samt paranoia, så uppsökte Flink på eget initiativ en psykolog vid en psykiatrisk mottagning måndagen den 6 juni. Han hade ytterligare två besök bokade påföljande vecka. Flinks vänner hade också under våren talat med hans far om sin oro för Flinks våldsamma humör.
Orsaken till den försämrade mentala hälsan är inte känd och Flink har själv sagt att han tiden före dådet utvecklat ett ”osunt drickande”. Detta i kombination med en olycklig kärleksaffär har angetts som en möjlig orsak.

## Massmordet

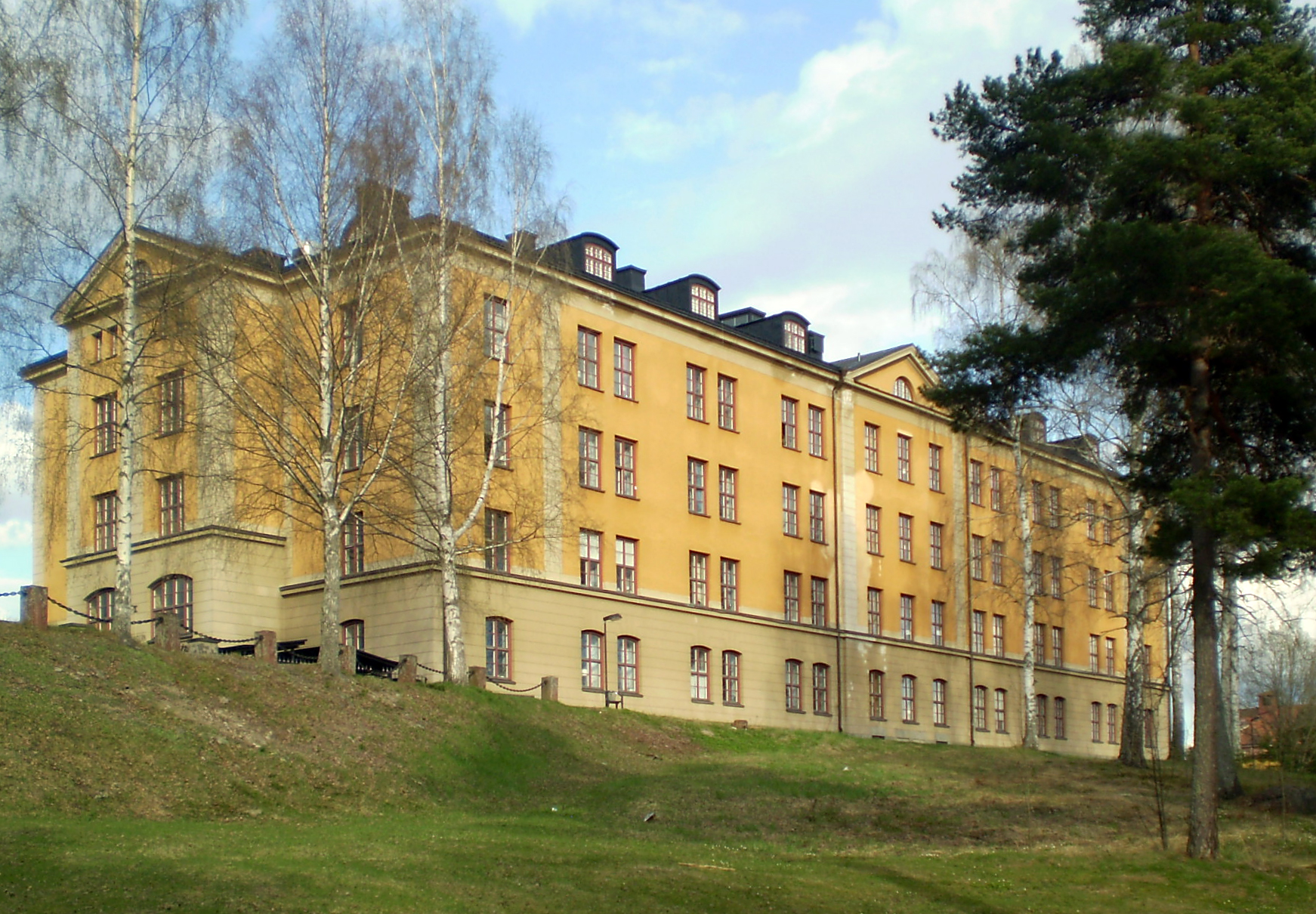
B-kasern, Dalregementet (I 13) i Falun.

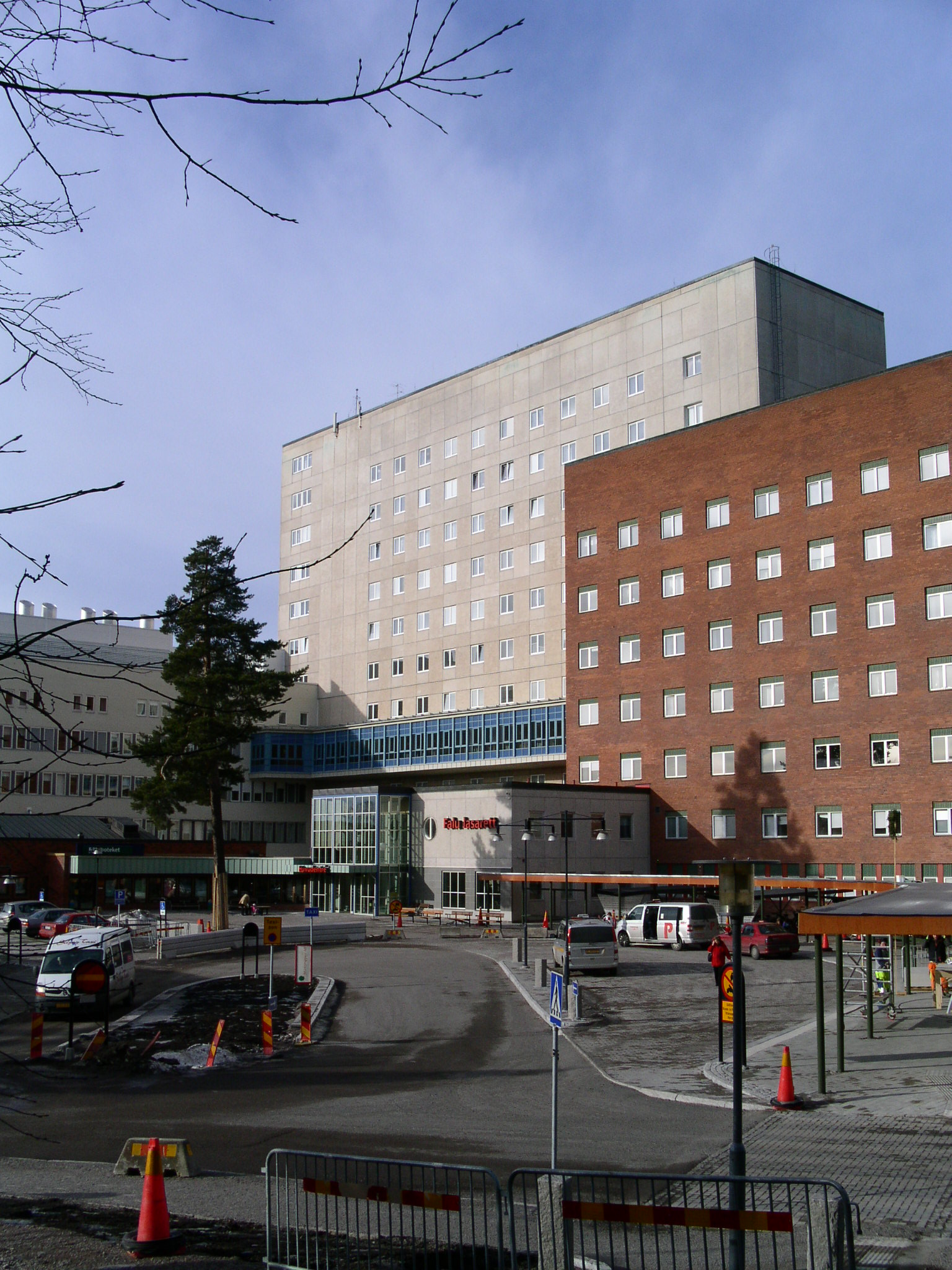
Falu lasarett, dit de skadade kördes.

Kvällen den 10 juni 1994 hade börjat hemma hos en god vän. De båda hade druckit ett par groggar och därefter fortsatt ner på stan för att fortsätta kvällen på lokal. På restaurang Banken träffade Flink sin flickvän Eva som var ute med några väninnor. Där började Flink bete sig konstigt och en vakt avvisade Flink från restaurangen. Eva bad också en kollega till Flink att hjälpa honom hem. För kollegan berättade Flink att han samma förmiddag agerat livvakt åt en högre officer (en ej namngiven överste) under ett hemligt uppdrag med ÖB i Stockholm, och att de i samband med detta åkt helikopter, en historia som saknade verklighetsförankring. Han upplevdes av kollegan som förtvivlad och förvirrad. Innan han begav sig hem, gick han förbi diskoteket Garbo, dit Eva och hennes sällskap då förflyttat sig. Efter våldsamheter och bråk med bland andra Eva blev Flink avvisad av vaktpersonalen. Utanför restaurangen träffade Flink en annan kollega. Denne försökte lugna och tala Flink tillrätta, vilket misslyckades. Samtidigt hade Eva bestämt sig för att polisanmäla Flink och hon gick med några väninnor till polishuset i Falun för att lämna in en anmälan. Kraftigt berusad begav sig Flink hemåt där han bytte om till fältuniform och begav sig sedan till sin arbetsplats, Dalregementet (I 13).
Vid regementet utrustade sig Mattias Flink med en automatkarbin 5 (Ak-5) och fem magasin med sammanlagt omkring 160 skarpa patroner från en grön låda i ett förrådsrum, innan han lämnade regementsområdet genom att klättra över ett stängsel väl utom synhåll för vaktpersonalen i kasernvakten. Han rev upp sår i händerna från taggtråden.
Parallellt med denna händelse hade Dalregementet genomfört en utbildning med elever från lottakåren och samma kväll som Flink fick sin psykos avslutades kursen. I samband med kursavslutningen besöktes ett antal av stadens krogar. Vissa deltagare var då på väg tillbaka till regementet, där de bodde under utbildningen.
På en gångväg i Stadsparken mötte han ett antal personer som var på väg till regementet efter avslutade festligheter på stan. Flink öppnade eld och fyra personer dödades ögonblickligen. En person avled senare på sjukhus och en svårt skottskadad person överlevde. Strax därefter sköt Flink också två män i vägkorsningen Parkgatan/Vasagatan; en cyklist och en väktare i sin bil. Sex av de åtta beskjutna avled direkt. Flink hade avlossat 47 skott, samtliga hade träffat. Klockan 02.38 kom larmet in till polisen om skottlossning.
Vid Dalregementet hölls denna kväll även en fest för regementets officerare. De flesta hade lämnat festen vid händelsen, men ett par deltagare hade dröjt sig kvar, och stod på kanslihusets balkong när skottlossningen började. De begav sig genast mot platsen för händelsen, och var relativt snabbt på plats. De gav första hjälpen där det var möjligt. Dessa officerare dekorerades senare för sina insatser. 
Efter en kort stund anlände polisen till platsen. Misstankar hade väckts om att Flink möjligen kunde vara gärningsmannen, genom den tidigare inlämnade anmälan om Flink från Eva och hennes sällskap. Polisen bad därför om assistans med identifiering, vilket bifölls och militär personal medföljde polispatrullen. 

### Gripandet

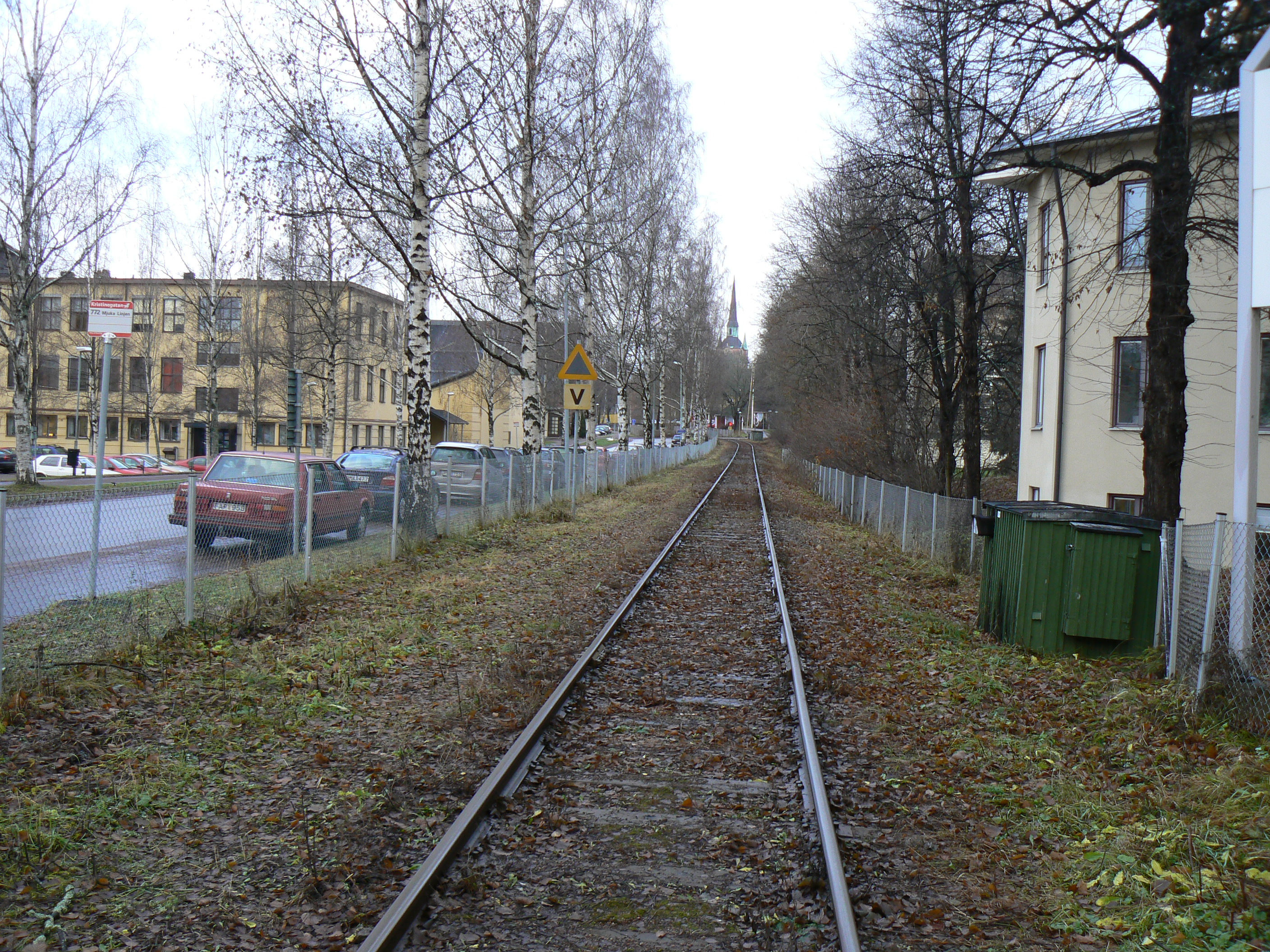
Grycksbobanan där Flink kom gående på morgonen den 11 juni 1994 och greps av polisen klockan 03.25.

Efter dådet klättrade Flink upp i en byggkran vid Bergmästaregatan. Han förblev sittande där en dryg halvtimme, innan han slutligen klättrade ned och vandrade hemåt längs ett järnvägsspår. I samband med det fick två poliser i en omålad polisbil syn på honom kommande gående på spåret längs Grycksbobanan. När han visade sig fullt synlig, skrek poliserna Olavi Blomfjord och Berndt Bergström till honom att stanna och släppa vapnet. När han inte hörsammade uppmaningen utan istället höjde vapnet till skott, sköt poliserna verkanseld på långt avstånd med pistol och k-pist och träffade Flink med ett skott i höften. Flink föll omedelbart och blev liggande varefter han greps. Samtidigt som Flink träffades avlossades en eldskur från hans vapen och minst två skott träffade polisbilen. Poliserna hade tagit skydd bakom motorblocket på bilen och blev inte träffade. Flink berättade senare i förhör att han hade mycket fragmentariska och otydliga minnen av hela kvällen och det sista han mindes var polisbilens grill men att smärtan när han blev träffad gjorde att han vaknade upp ur psykosen. Flink avväpnades och fler polispatruller som hade spanat i närområdet och hört händelseförloppet över radio anlände. Ambulans tillkallades och klockan hann bli 03.25 innan Flink fördes till Falu lasarett, där det visade sig att han hade 1,69 promille alkohol i blodet.

### Offren
Sju personer dödades under dådet, nämligen  Karin Alkstål, 22 år, Therese Danielsson, 20 år, Helle Jürgensen, 21 år, Lena Mårdner-Nilsson, 29 år, Jenny Österman, 22 år, Maths Bragstedt, 35 år, och Johan Tollsten, 26 år.
Utöver det skottskadades tre ej namngivna personer.

### Rättsligt efterspel
Den 12 september 1994 inleddes rättegången i Stockholms tingsrätts säkerhetssal. I tingsrätten förnekade inte Flink åklagarens gärningspåstående. Den avgörande frågan under den rättsliga prövningen blev istället om Flink, som enligt expertisen befunnit sig i ett tillfälligt rusutlöst tillstånd av psykotisk karaktär den aktuella kvällen, skulle kunna få fängelse som påföljd. Den 27 september dömde Falu tingsrätt Flink till 14 års fängelse för sju mord och tre mordförsök. Den 25 november skärpte Svea hovrätt domen till livstids fängelse. Flink begärde och beviljades prövning och sista ordet blev sagt i Högsta domstolens dom den 13 februari 1995. Domstolen dömde med hänsyn till brottets grova art Flink till livstids fängelse. 
Domen mot Mattias Flink innebar att bedömningen av alkoholrelaterade brott förändrades i Sverige. Domen betydde att även den som blir tillfälligt psykiskt störd av alkohol kan dömas till ett fängelsestraff. Flink led, enligt Högsta domstolen, visserligen vid stunden för dödsskjutningarna av ett kortvarigt psykostillstånd, som utlösts av alkohol, men han kunde inte betraktas som allvarligt psykiskt störd, och dömdes därför till livstids fängelse i Sverige.
Den 3 september 2008 avslog Örebro tingsrätt Mattias Flinks begäran om att få sitt straff tidsbestämt till 24 år. Detta skulle ha inneburit att han skulle ha släppts fri 2010 med dagens regler. Men Örebro tingsrätt ansåg omständigheterna i Flinks fall som "exceptionellt försvårande". Ett tidsbestämt fängelsestraff måste "vida överstiga 24 år", ansåg tingsrätten. Mattias Flink överklagade beslutet till Göta hovrätt, som dock avslog överklagan den 27 oktober 2008. Den 25 november 2008 avslog även Högsta domstolen Flinks begäran, och den 13 oktober 2009 beslutade Högsta domstolen att inte bevilja honom resning med motiveringen att Flink inte framlagt någon ny omständighet som är skäl för att få sin sak prövad på nytt. Flink själv uttalade sig i TV4 nyhetsmorgon 2009, där han menar att det finns prejudikat på hur lång en strafftid maximalt kan vara.
I juni 2010 ansökte Flink åter om, att få sitt livstidsstraff tidsbestämt, och Högsta domstolen beviljade prövningstillstånd. Örebro tingsrätt fastställde det tidsbestämda straffet till 32 år, något som överklagades av åklagaren och senare fastställdes till 36 år av Göta hovrätt.
Riksåklagaren, liksom Flink själv, överklagade beslutet till HD som behandlade frågan den 21 november 2011. Den 20 december 2011 beslutade Högsta domstolen att livstidsstraffet skulle tidsbestämmas till 30 år, vilket möjliggjorde frigivning enligt principen om 2/3 strafftid, vilket i praktiken medförde frigivning sommaren 2014.

## Avsked från Försvarsmakten
Flink var anställd vid Dalregementet som officer med fänriks tjänstegrad, när han förövade dådet. Han hade då varit anställd i 13 månader. I enlighet med Försvarsmaktens dåvarande policy kunde han inte avskedas från sin anställning förrän dom vunnit laga kraft. Flink var därför anställd under hela rättsprocessen. Flink avskedades från Försvarsmakten kort efter att den fällande domen vunnit laga kraft i februari 1995.

## Tiden i fängelse
Flink sattes på Norrköpingsanstalten, men efter att anstalten gjorts om till en väntavdelning för nyligen dömda som väntar på en ledig fängelseplats, flyttades Flink till Beateberganstalten utanför Stockholm den 29 april 2004. Enligt beslutet var det Flink själv som ville flytta för att "komma närmare sin familj och underlätta permissioner till hemorten".
Under sina många år i fängelse beskrevs Flink som en lugn och mycket skötsam fånge.
Den 9 mars 2012 flyttades Flink från Beateberg till anstalten Haparanda. Anstalten har säkerhetsklass 2 och 3 och åtgärden bedömdes vara en förberedelse inför frigivningen. 

### Permissioner
Flink fick flera dagpermissioner och ägnade sig åt friluftsliv. Permission gavs ungefär en gång i månaden, 24 timmar åt gången. I maj 2007 beviljades Flink obevakade nattpermissioner då han hade skött sina tidigare dagpermissioner väl. I samband med det nya permissionsbeslutet bedömde också länsrätten att risken för att han skulle återfalla i kriminalitet var mycket låg. Han uppgavs ha insikt i det brott han begått.

### Frisläppande
Som ett första långsiktigt steg mot ett frisläppande hade Mattias Flink fått skyddad identitet av Skattemyndigheten. Han hade konsekvent undvikit uppmärksamhet och ställde först den 28 mars 2009 upp i en intervju för TV4:s Nyhetsmorgon Lördag.
Den 21 december 2010 meddelade Göta hovrätt att Flinks fängelsestraff hade bestämts till 36 år och att ett frisläppande därför kunde ske sommaren 2018 enligt reglerna om villkorlig frigivning. Detta var en skärpning av tingsrättens tidigare dom som löd på 32 år. 
Den 20 december 2011 meddelade Högsta domstolen att hans straff skulle bli 30 år och Flink skulle därför kunna släppas under 2014. Utslussning från fängsligt förvar beräknades ta omkring två och ett halvt år och inleddes med att han flyttades till Anstalten Haparanda i mars 2012.
År 2013 placerades Flink i familjehem för att förbereda honom för den slutgiltiga frigivningen som ägde rum den 11 juni 2014. Att frigivningen sammanföll med årsdagen för dådet kritiserades av offrens anhöriga. Det var dock konkret ett resultat av att HD beslutat omvandla straffet till 30 års fängelse eller 20 år med 2/3-principen för villkorlig frigivning. Då Flink gripits den 11 juni 1994 och häktningstid inräknas i avtjänat straff löpte strafftiden ut detta datum; med det tidigare beslutet 32 år hade det infallit ett år och fyra månader senare, i oktober 2015.